# Gaultheria glomerata
Gaultheria glomerata är en ljungväxtart som först beskrevs av Cavanilles, och fick sitt nu gällande namn av Hermann Sleumer. Gaultheria glomerata ingår i släktet Gaultheria och familjen ljungväxter. Inga underarter finns listade i Catalogue of Life.